# Gaskartusche
Gaskartuschen sind eher kleine Einwegbehälter, die mit Flüssiggas relativ niedrigen Drucks (ca. 10 bar) befüllt verkauft werden. Bei diesem Flüssiggas handelt es sich meist um Butan, rein oder gemischt mit Isobutan und/oder Propan. Mit Gaskartuschen können typisch einflammige Camping-Gaskocher, Gaslampen, Lötlampen und andere Gasbrenner betrieben werden. Gaskartuschen bilden mitunter den Standfuß oder Handgriff für ein Gerät.
Besonders kleine Gasbehälter mit etwa 15–150 ml Innenvolumen, die Gas typisch unter höherem Druck (50–200 bar) enthalten, werden als Gaspatronen bezeichnet.
Ist ein Gasbehälter jedoch wiederbefüllbar und eher größervolumig, so wird er meist nicht als Gaskartusche, sondern als Gasflasche bezeichnet.
Die kleinsten für Siphonflasche, Schlagsahneflasche und zum Radreifenfüllen sind mit CO2 oder N2O gefüllt und Einwegartikel. Größere, häufig mit Luft gefüllt und wiederbefüllbar werden wahlweise auch als Gasflaschen bezeichnet und in verbindung mit einem Pfandsystem angeboten.

## Kartuschensysteme

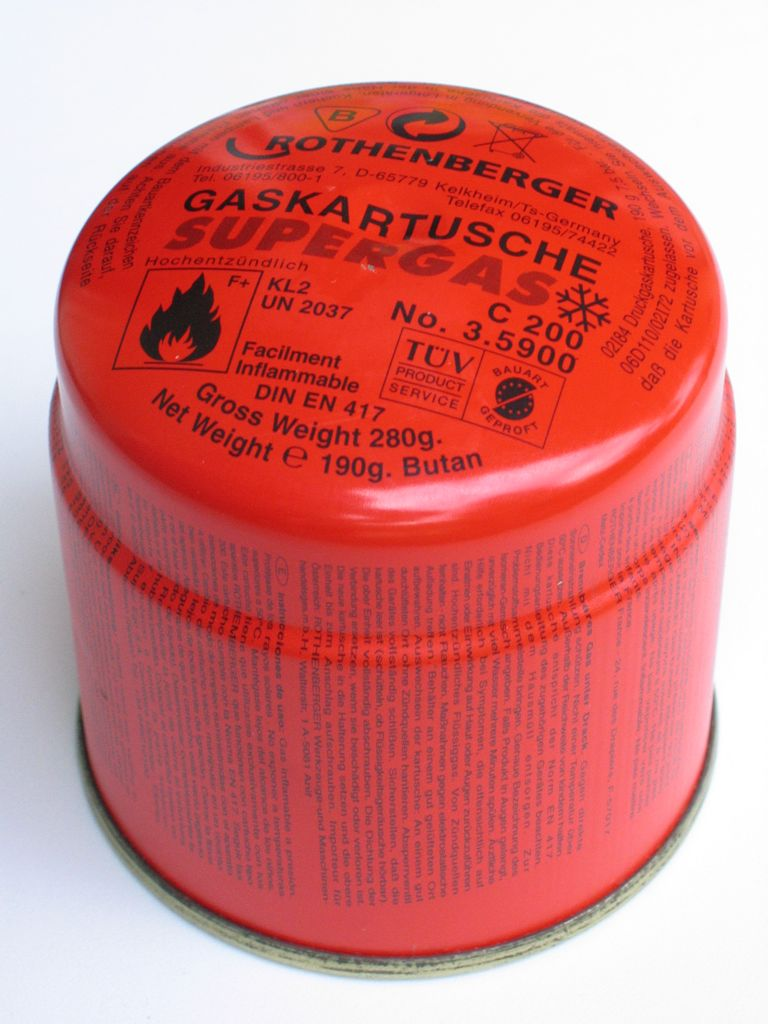
190-g-Stech-Gaskartusche

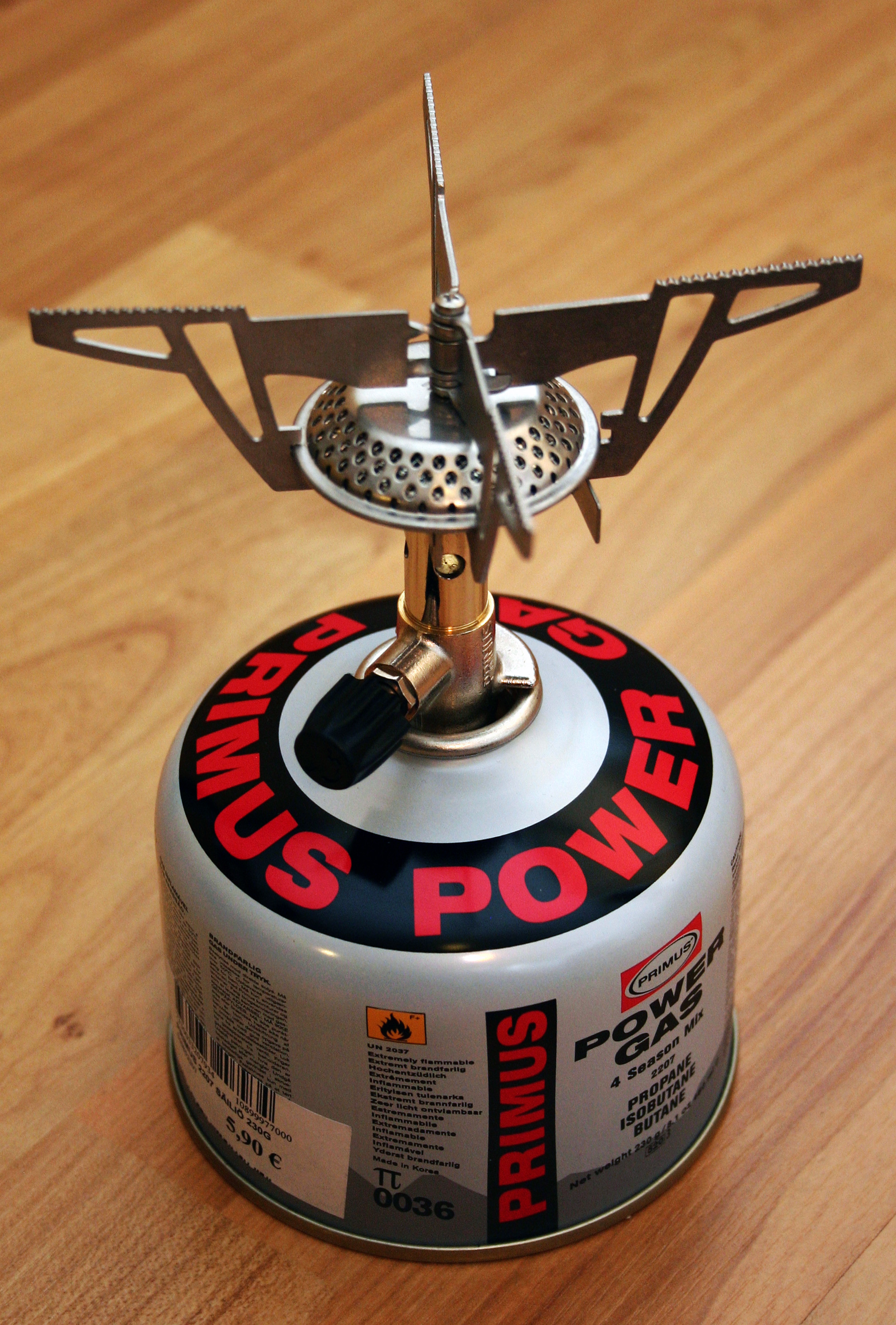
230-g-Schraubkartusche (Primus) mit Kocher

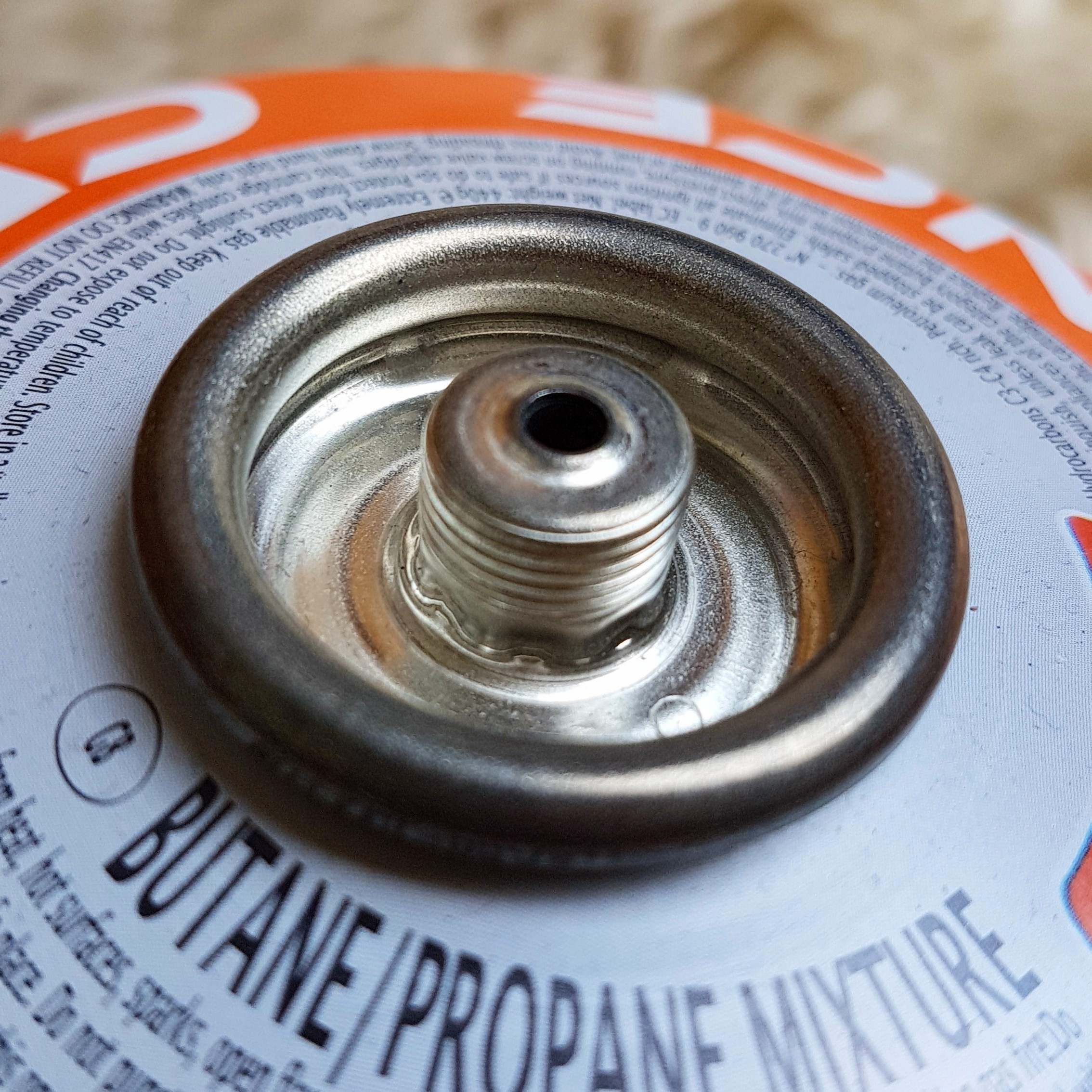
Schraub-Ventilkartusche (7/16" EU) Anschluss

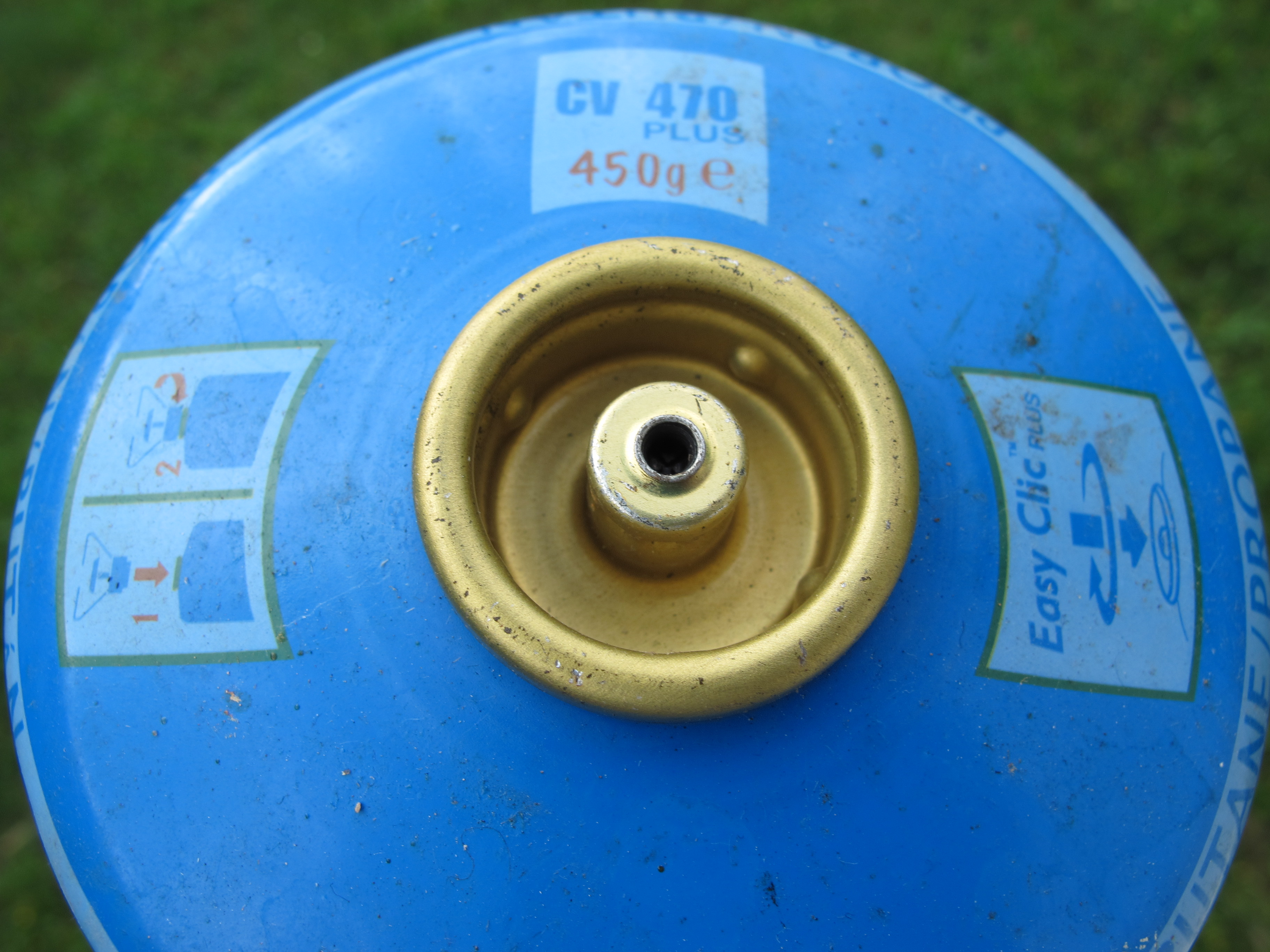
Anschluss Bajonett-Ventilkartusche

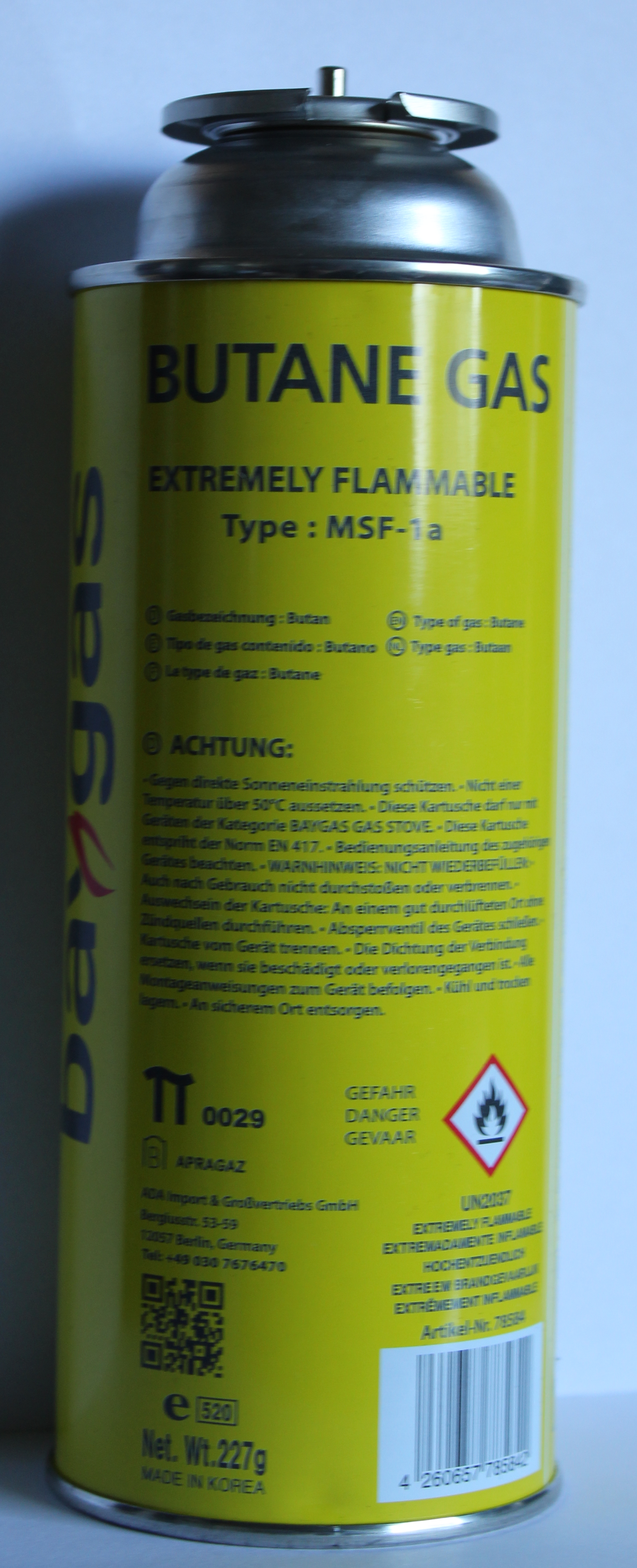
MSF-1a mit Angabe EN 417

Je nach verwendetem Anschluss wird zwischen drei verschiedenen Arten von Kartuschen unterschieden:
1. Die Stechkartusche: Diese Kartusche hat kein Ventil. Stattdessen sticht ein Hohldorn die Kartusche auf, sobald sie in das Gerät eingesetzt wird. Zu beachten ist, dass die Mulde, in die der Dorn einsticht, sauber (staub- und fettfrei sowie frei von Etikettenresten) sein muss, da die Gummidichtung im Gerät sonst nicht zuverlässig abdichten kann. Dieses System ist weltweit nahezu überall zu finden, wo es Gaskartuschen gibt. Das Verhältnis Preis/Gasmenge ist bis zu vierfach günstiger gegenüber Schraub- und Bajonettkartuschen, und da die Kartuschen von vielen Herstellern angeboten werden, ist man nicht von einem Monopolisten abhängig. Allerdings haben die zwei Dichtungen am gefedert verschieblichen Teil, der den Dorn umgibt, gewisse Leckraten, so dass sich die Kartusche über einen Zeitraum von mehreren Monaten hinweg langsam entleert. Die Kartusche darf erst nach vollständiger Entleerung aus dem Gerät entfernt werden, ansonsten würde alles Gas auf einmal ausströmen. Daher warnt die französische Kommission für Verbrauchersicherheit vor der Benutzung von Stechkartuschen.[1][2] Stechkartuschen haben am Boden 89 mm Durchmesser und sind 90 mm hoch. Netto enthalten sie 330 ml gleich 190 g Butan bei einer Bruttomasse von 290–292 g. Das Innenvolumen beträgt etwa 430 ml, bei Raumtemperatur macht also die Gasphase etwa 100 ml aus. Zur Dachwölbung hin verjüngt sich der Mantel von 86 auf 81,5 mm Durchmesser, womit Kompatibilität zu ehemals zwei verschiedenen Geräteformen hergestellt wird. Vor Jahrzehnten gab es auch eine niedrigere Form mit 90 g Butan/Propan zur Gewichtseinsparung beim Bergsteigen. Gehalten werden konnte sie nur von einem entsprechend niedrigerem Gerät und konnte sich am Markt nicht behaupten.
2. Die Schraub-Ventilkartusche: Sie wird mit einem Gewinde (7⁄16″ – 28 UNEF-Gewinde) an einen passenden Anschluss geschraubt. Außerdem besitzt sie ein Ventil, das nur öffnet, wenn der Anschluss aufgeschraubt ist. Diese Kartusche kann also immer wieder demontiert werden, was ein Vorteil gegenüber dem Stechkartuschen-System ist. Im Handwerkbereich (Bunsenbrenner, z. B. der CFH Löt- und Gasgeräte, Rothenberger) überall anzutreffen und in Baumärkten käuflich erwerbbar, ist es im Campingbereich (Primus, Snow Peak, Coleman, Edelrid und Markill usw.) vor allem in den skandinavischen Ländern zu finden, aber auch in Mitteleuropa. Diese Kartuschen sind ähnlich weit verbreitet wie Stechkartuschen. Schraubkartuschen des Herstellers Campingaz tragen die Bezeichnung CG.
3. Die Bajonett-Ventilkartusche: Auch diese Kartuschenart besitzt ein Ventil und kann daher immer wieder demontiert werden. Allerdings wird der Anschluss nicht aufgeschraubt, sondern aufgesteckt und dann durch eine Art Hebel gesichert. Mehrere Kartuschensysteme sind mit Bajonettanschluss ausgeführt:
  1. Campingaz CV
  2. Ein ursprünglich vor allem in Asien verbreitetes System, das unter anderem unter der Bezeichnung MSF-1A bekannt ist. Erkennbar sind diese Kartuschen an einer Kerbe im Kragen neben dem Ventil. Auch die Kartuschen von Campingaz CP, EVOCAMP oder Gas Bullet MSF verfügen über diesen Anschluss. Die meisten handelsüblichen MSF-1A Kartuschen mit 227 g Inhalt haben einen Durchmesser von 68 mm, sind am Rand 16 cm und bis zur Bördelung 18 cm hoch. Oben steht der Ventilpin 6 mm über. Diese Kartuschen sind nach EN 417:2012-05 genormt. Häufig findet sich auch nur die Bezeichnung „EN 417“ auf der Kartusche.
  3. Coleman max, mit sechseckiger Prägung am Ventil.

Seit 2005 gibt es Adapter, mit denen Bajonettkartuschen an Schraubkartuschensystemen betrieben werden können. Früher erhältliche Adapter von Stechkartusche auf Schraubkartuschensystem wurden mittlerweile – vermutlich nach Sicherheitsproblemen – komplett vom Markt genommen.

## Gasmischungen
Die meisten Kartuschen können durch den geringen Propananteil bei Temperaturen unter 5 °C nur bedingt betrieben werden. Der Siedepunkt des Butans ist hier ausschlaggebend. Zusätzlich kühlt sich jede Kartusche beim Betrieb ab, weil Verdunstungskälte entsteht. Vereinzelt gibt es jedoch Kartuschen mit Isobutan, die auch bei Kälte funktionieren.
Stechkartuschen:
- Coleman 190 (190 g): 80 % Butan + 20 % Propan
- Campingaz C206 (190 g): 80 % Butan + 20 % Propan
- Campingaz C206 D super (190 g): 70 % Butan + 30 % Propan
- FUMOSA Stechgaskartusche (190 g): 70 % Butan + 30 % Propan
- Primus PowerGas – without valve (190 g): 95 % Butan + 5 % Propan
- Gas Bullet  C200 (190 g): 95 % Butan + 5 % Propan
- Rothenberger Industrial C200 Supergas (190 g oder 570 g): Butan

Schraub-Ventilkartusche (7/16" EU):
- CADAC (445 g) / (500 g): 95 % Butan + 5 % Propan
- Campingaz CG1750 (175 g) / CG3500 (350 g): 70 % Butan + 30 % Propan
- Coleman 100 (97 g) / 250 (220 g) / 500 (440 g): 70 % Butan + 30 % Propan
- Edelrid Outdoor Gas 100 (100 g) / 230 (230 g) / 450 (450 g): 40 % Butan + 30 % Propan + 30 % Isobutan
- FUMOSA Ventilkartusche (450 g): 70 % Butan + 30 % Propan
- Jetboil Jetpower: 80 % Isobutan + 20 % Propan
- Markill 100 (100 g) / 210 (210 g) / 425 (425 g): 70 % Butan + 30 % Propan
- Optimus Energy (100 g / 230 g / 450 g): 50 % Butan + 25 % Propan + 25 % Isobutan
- Primus Power Gas 110 (100 g) / 220 (230 g) / 450 (450 g): 70 % Butan + 20 % Propan + 10 % Isobutan (→ laut Primus Homepage: 50 % Butan + 25 % Propan + 25 % Isobutan)
- Rothenberger topgas 220 (brutto 220 g): 70 % Butan + 30 % Propan[3]
- Rothenberger multigas 300 (brutto 332 g): 70 % Butan + 30 % Propan[4]
- Rothenberger maxigas 400 (brutto 338 g) – Schweißgas für höhere Temperaturen: 56 % Butan/iso-Butan(/Propan) + 21 % Propan + 21,5 % Aceton + 1,5 % Pentan + <0,2 % 1,2-Dichlorpropan (*) + <0,1 % Dimethylcarbonat (*) - *Geruchsstoffe via Träger Pentan[5]
- Rothenberger MAPP-Gas (750 ml in 1 l Alukartusche) – Lötgas hohen Energiegehalts: 50…100 % Propen + 10…25 % iso-Butan[6] Siedepunkt −47 °C, Dampfdruck bei 20 °C 9 bar.
- Snow Peak Giga Power: 85 % Isobutan + 15 % Propan
- Weber GoAnywhere Gas Q1000/100 (Inhalt 445 g): 80 % Butan + 20 % Propan

Bajonett-Ventilkartuschen:
- Campingaz CV 270 (230 g) / CV 300 (240 g) / CV 470 (450 g): 80 % Butan + 20 % Propan
- Campingaz CV 360 (52 g): 100 % Butan
- EVOCAMP 8724 (227 g): 100 % Butan
- Coleman max 170 (170 g) / 300 (300 g): 60 % Butan + 40 % Propan
- Gas Bullet MSF (227 g): 65 % n-Butan + 30 % Isobutan + 5 % Propan

Kocher-Ventilkartuschen:
- Campingaz CP 250 (250 g) „Isobutane Mix“: < 75 % Isobutan < 30 % Butan & 1–2 % Propan;[7]
- MSF-1a diverser Hersteller (227 g): 100 % Butan (baugleich unter anderem unter den Bezeichnungen BGK-1, CP250, TC-SUN-02)

## Physik der Flüssiggaskartusche
Ein Teil des Kartuschenvolumens wird von flüssiger Phase (= verflüssigtes Gas) eingenommen, hörbar durch Schütteln. Kartuschen sind für einen Maximaldruck von (geschätzt) 15 bar ausgelegt, weshalb sie nicht über 55 oder 60 °C heiß werden dürfen. Daher dürfen sie nicht in der Sonne und nicht hinter Glas gelagert und keinesfalls erhitzt werden.
Kartuschen sollen sich bei Drucküberschreitung an einer Naht öffnen (Sollbruchstelle), um ein noch gefährlicheres Platzen der Wandung zu vermeiden. Gleiches gilt für Spraydosen, die mit Butan als Treibmittel gefüllt sind.
Bei allen mit (teil-)verflüssigten Gasmischungen gefüllten Kartuschen gilt, dass die Gasphase reicher am niedrigsiedenden Bestandteil – Propan C3H8 – ist. Bei Gasentnahme (aus der Gasphase) reichert sich der höhersiedende Bestandteil – Butan C4H10 – in der Flüssigphase stetig an. Diese Anreicherung, die bei kälterer Umgebungstemperatur noch stärker auftritt, bewirkt eine fortschreitende Abnahme des Gasdrucks in der Kartusche und damit weniger Maximalleistung am Brenner. In der Praxis kann die Druckabnahme zumeist durch Nachregeln am Ventilrad ausgeglichen werden und ist zugleich Indikator für das Zur-Neige-Gehen des Füllstands. Mit Verschwinden des letzten Restes an Flüssigphase kann nur noch die Gasphase unter Druckabbau expandieren und abklingend ausströmen, bis innen nur mehr der Umgebungsdruck vorliegt.
Höherer Propananteil oder gar reines Propan verlangt wegen höheren Drucks jedoch nach stärkerwandigen, schwereren Gasflaschen. Propan hat zudem einen höheren Heizwert. Nochmals höher ist der von Benzin (oder Petroleum), das in manchen Lötlampen und hocheffizienten Outdoor-Kochern verbrannt wird.

## Gefahren im Umgang mit Gaskartuschen
Gaskartuschen sind grundsätzlich dünnwandiger als Gasflaschen und daher empfindlicher gegenüber mechanischer Beschädigung. Bei Durchbohrung der Hülle tritt das Füllmaterial teils flüssig, teils gasförmig aus. Dabei entstehen folgende Gefahrenquellen:
- Durch das verdampfende Gas entstehen vor allem in geschlossenen Räumen schnell explosionsfähige Gas-Luft-Gemische.
- Durch die Verdampfungskälte kann flüssig austretendes Gas sehr niedrige Temperaturen erreichen und bei Kontakt mit Haut zu Kälteverbrennungen führen.
- Beim Auswechseln der Kartusche kann sich das austretende Gas der neuen Kartusche beim Einstechen entzünden, wenn die Metallteile (z. B. Lampenfuß, Kocher) noch heiß sind. Daher unbedingt warten, bis sich die Geräte genügend abgekühlt haben!

Ein unkontrolliertes Ausströmen kann auch bei Fehlern in der Handhabung entstehen. Bei den Ventilkartuschen ist das nur durch schräges Aufsetzen des Gegenstücks oder Fehlbedienung des Gerätes (Kocher, Lampe) möglich. Bei Stechdornkartuschen führt ein Handhabungsfehler oft dazu, dass die Kartusche schon aufgestochen ist, aber die Verriegelung des Gerätes wieder geöffnet wird. Das kann z. B. durch schiefes Einschrauben des Stechdornkopfes in die Halterung passieren.
Eine Erwärmung von Gaskartuschen über 50 °C kann gefährlich hohen Druck erzeugen, der zum Undichtwerden oder Platzen der Kartusche führen kann.
Das enthaltene Gas hat eine höhere Dichte als Luft, so dass es sich bei Undichtheiten in Gruben und Kellern (Räumen unter Erdgleiche) ansammeln kann. Daher dürfen Gasbehälter und Geräte mit eingesetzter Kartusche nicht in solchen Räumen aufbewahrt werden.